# Phyllobius vespertinus
Phyllobius vespertinus is een keversoort behorend tot de familie der snuitkevers. De kevers zijn polyfaag en leven op bladeren. De larven komen voor op wortels.

## Kenmerken
Volwassen hebben een lichaamslengte van 4,7–6,5 mm.

## Verspreiding
Verspreid in Midden- en West-Europa, in Zweden, de Baltische staten, in Oekraïne, in Iran. 

## Waardplanten
- Achillea (Duizendblad)
- Aegopodium
- Artemisia (Alsem)
- Beta
- Crataegus (Meidoorn)
- Dactylis
- Fragaria (Aardbei)
- Galium (Walstro)
- Lathyrus
- Populus (Populier)
- Potentilla (Ganzerik)
- Prunus
- Tussilago
- Ulmus (Iep)